# Тупичів
Тупи́чів — село в Україні на Лівобережному Поліссі, у Тупичівській сільській громаді Чернігівського району Чернігівської області. Населення становить близько 2000 осіб. До 2017 орган місцевого самоврядування — Тупичівська сільська рада.

## Історія

### Археологія
Про стародавнє походження села свідчать давньослов'янські кургани і городища, що знаходяться навколо села.

### Заснування
Перша згадка про Тупичів належить до 1526 року, коли Полісся входило до складу Великого князівства Литовського на чолі з Сигізмундом Старим (лит. Žygimantas Senasis). Відповідне повідомлення зустрічається в записах за 1874 рік, в «Епархиальных известиях» говориться, що за 40 верст від Чернігова і 10 верст від Городні з храмом покрови Богородиці є село, Тупичів. У тому селі жив старий чоловік Овдій Дорошевич, котрому було півтораста років. В 1676 році він передав архімандриту Галятовському (помер у 1688 р.) деякі повідомлення про Євецький монастир, часів московського правління.
Після повстання Богдана Хмельницького Тупичевом володіли представники козацької старшини — Дуніни-Борковські.

### Епоха Свечина
Генерал–лейтенант Свечин був родом з маломаєтних дворян, одружившись з фрейліною царського дому Корецькою Федосією Петрівною, став власником великого багатого села Тупичева і багатьох тисяч гектарів родючої землі, лісів, безкраїх луків навколо річки Крюкова. Дослуживши до звання генерал — лейтенанта, Свечин пішов у відставку і назавжди оселився в Тупичеві.
Тут він заклав парк площею у три гектари, побудував великі конюшні, звів горілчаний завод, лікарню, а також нову церкву, школу на чотири класи та квартири для вчителів. У центрі села стояв поміщицький маєток Свечина Олександра, а після його смерті, сина його Свечина Олексія.
У цих же «Эпархиальных известиях» говориться, що в склепі під храмом похований улюбленець Суворова — Петро Григорович Корецький і генерал — лейтенант Олександр Олексійович Свечин.
Біля церкви стояв шинок.
До реформи в 1861 році населення Тупичева поділялось на козаків і кріпаків. У селі проживало 1809 чоловік, з них — 400 козаків.
З 1917 — у складі УНР. З квітня 1918 — в Українській Державі Павла Скоропадського. З 1921 — комуністичний режим. Більшовики привласнили Ковалівський спиртзавод, а на вкрадених землях поміщика Свечина створили радгоспи, а також сільське споживче товариство і товариство сільгозснаба.
1923 — Тупичів став центром однойменного району (ліквідований 1959). У селі була поважна юдейська громада, раніше також проживали литвини.
У селі в 1931 році був організований колгосп «Червоний Маяк». Потім назва колгоспу — ім. Фрунзе. Тоді ж комуністи вдалися до так званих «натуральних штрафів» проти мешканців села, які стали інструментом убивства голодом. Жертвами цієї операції стали переважно старші люди та діти.
У 1936 році село було повністю радіофіковано.
На свято Успіння Пресвятої Богородиці 1941 комуністи залишили село. Починаючи з 1942 року німецька адміністрація стимулювала виїзд молоді на роботи до Німеччини. Відомо про 23 особи, які працювали у Європі. 23 вересня 1943 радянські війська повернулися до села. Вони довели до смерті на фронтах 434 чоловіки. На честь загиблих односельців встановлено монумент — (1975).
Внаслідок аграрної реформи з 6 квітня 2001 року перетворився на СТОВ «Тупичівське». 

### Сучасність
Працює Ковалівський спиртовий завод. У середу — ярмарок. 
Дороги переважно асфальтовані або викладені бруківкою.
Працює Тупичівське лісове господарство.
Відкрилося відділення Нова Пошта.
12 червня 2020 року, відповідно до розпорядження Кабінету Міністрів України № 730-р від «Про визначення адміністративних центрів та затвердження територій територіальних громад Чернігівської області», село увійшло до складу Тупичівської сільської громади і є її центром.
17 липня 2020 року, в результаті адміністративно-територіальної реформи та ліквідації Городнянського району, село увійшло до складу новоутвореного Чернігівського району.
28—29 жовтня 2022 року понад 80 молодих людей з Тупичівської та Городнянської громад навчалися правилам мінної безпеки на 4 навчальних інтерактивних заняттях, які провели експерти ГО «Центр Доброчин».

## Природоохоронні об'єкти
- Тупичівський парк
- Тупичівська Дача-І (заказник)
- Тупичівська Дача-ІІ (заказник)
- Крюкова (заказник)

## Уродженці
- Діброва Олексій Тимофійович (12 листопада 1904 — 21 січня 1973) — український економіко-географ, доктор географічних наук, професор Київського національного університету імені Тараса Шевченка.
- Кац Зельман Мендельович — видатний російськомовний поет.
- Сапітон Григорій Львович (1901-1954) — український педагог, викладач, директор Глухівського учительського інституту (1947 — 1952).